# Figurines en terre cuite grecques
Sauf précision contraire, les dates de cet article sont sous-entendues « avant l'ère commune » (AEC), c'est-à-dire « avant Jésus-Christ ».
 (juillet 2020).

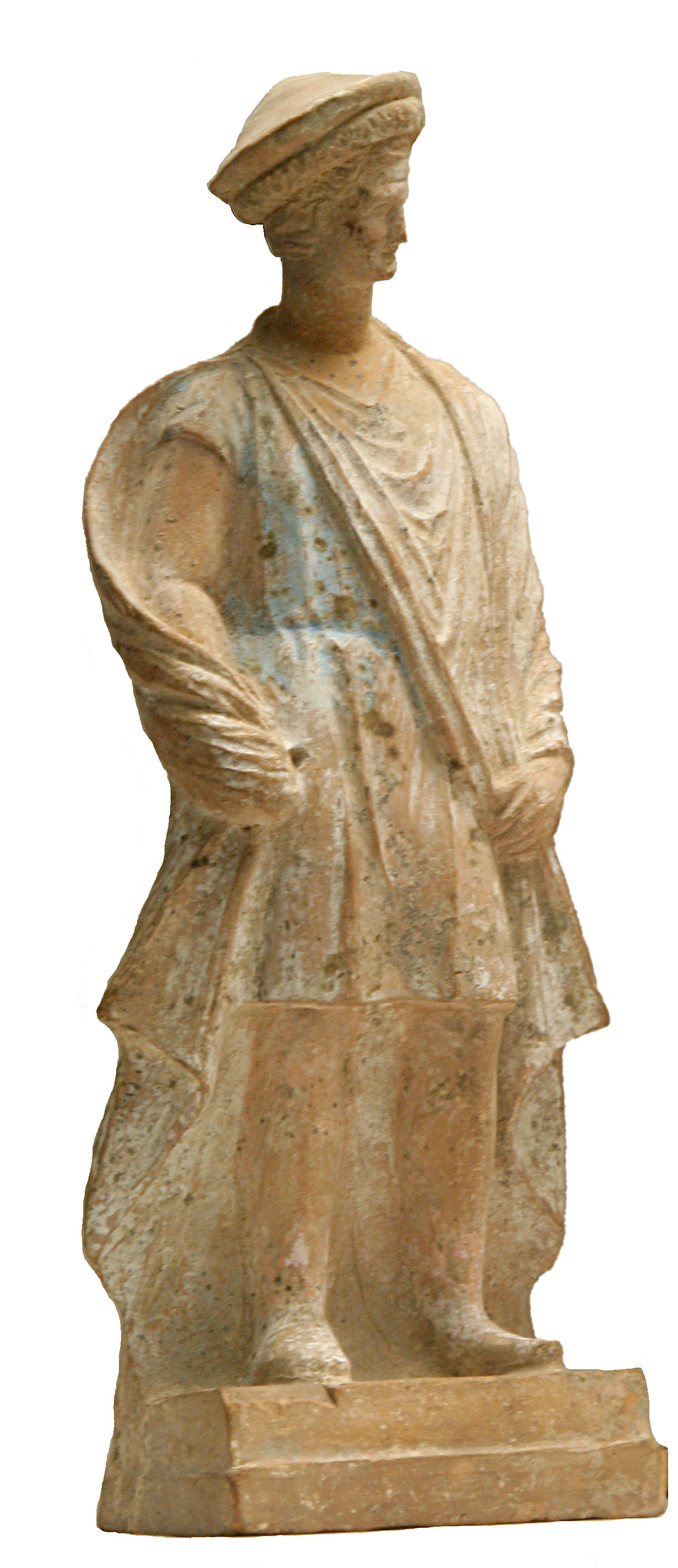
Jeune homme portant la kausia (bonnet macédonien), terre cuite peinte du IIIe siècle av. J.-C., Staatliche Antikensammlungen (Munich).

Les figurines en terre cuite sont un mode d'expression artistique et religieuse fréquent en Grèce antique. Bon marché, faciles à produire, ces figurines sont des témoignages précieux sur la vie quotidienne et la religion des anciens Grecs.
L'une des productions les plus connues est celle des « Tanagras », découvertes sur le site archéologique de la ville du même nom au XIXe siècle.

## Techniques de fabrication

### Modelage

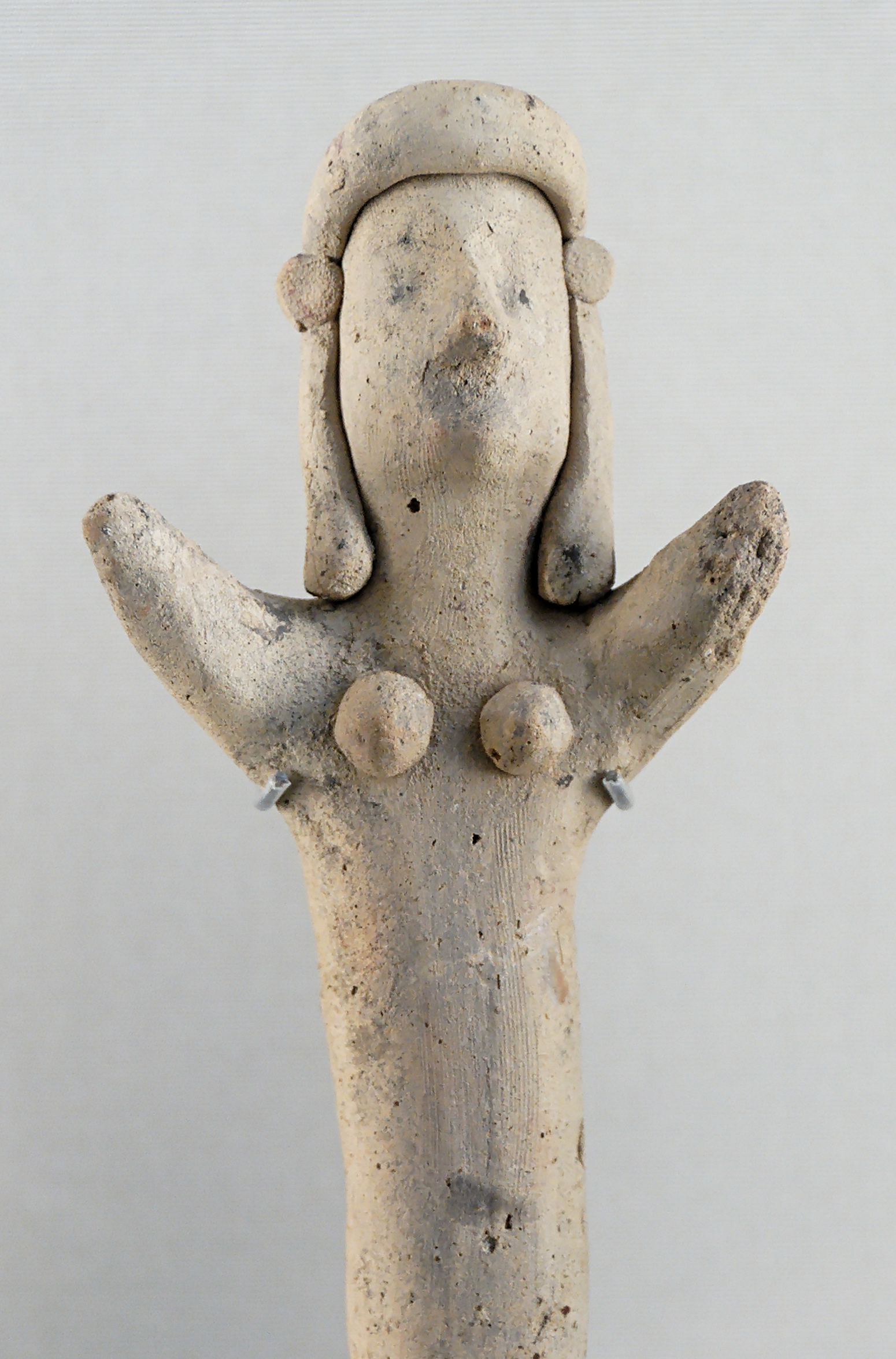
Femme aux bras levés, offrande funéraire typique, figurine modelée, Chypre, VIIe siècle av. J.-C., musée du Louvre.

Le modelage est la technique la plus simple et la plus utilisée. Elle sert également à la réalisation de bronzes : les prototypes sont réalisés en argile crue. Les petits modèles sont façonnés directement à la main. Pour les grands modèles, le coroplathe (du grec κοροπλάθος / koropláthos, fabricant de figurines) presse des boulettes d'argile ou des colombins contre une armature, généralement en bois.

### Moulage

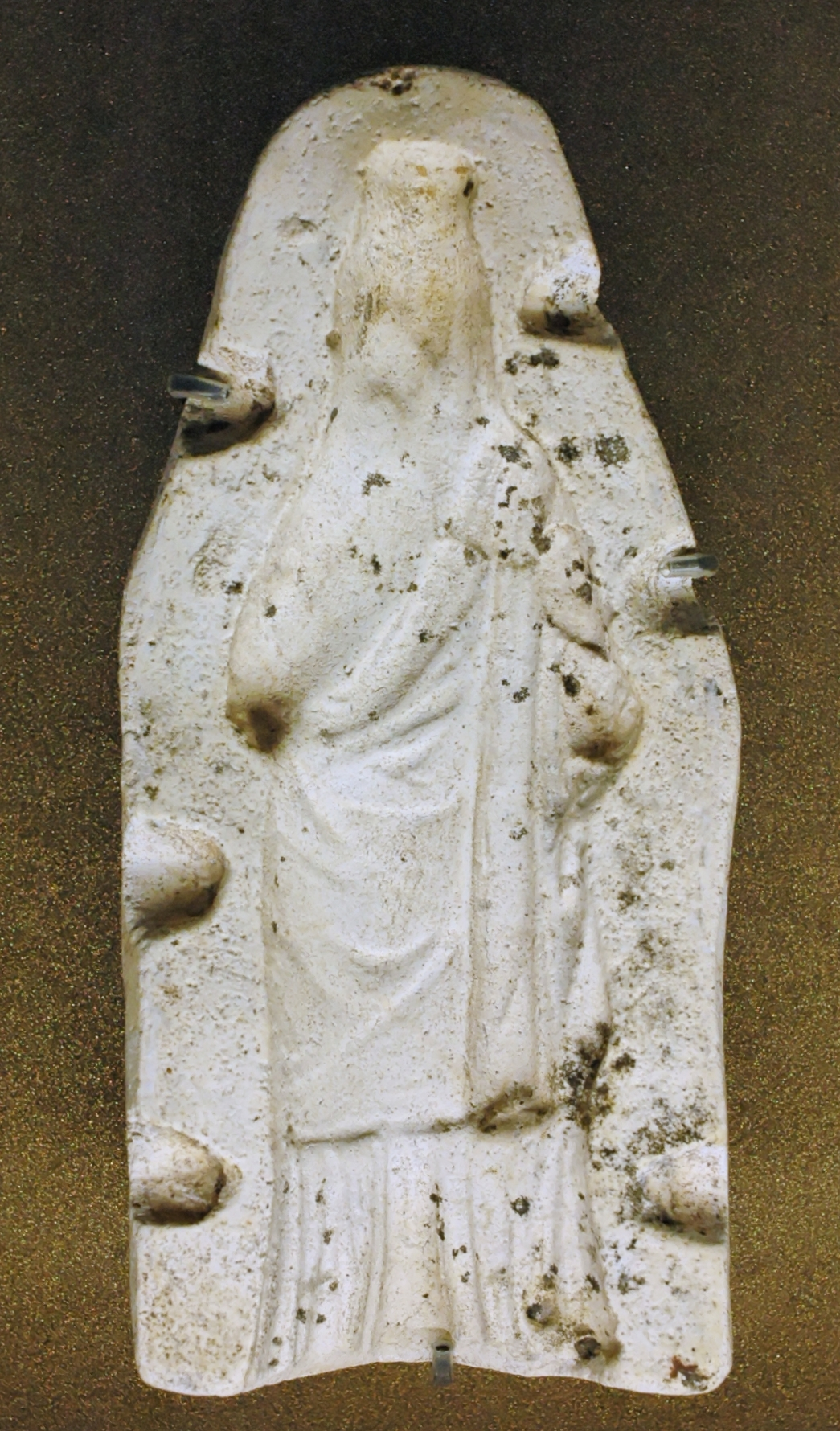
Moule à clefs en plâtre pour le revers d'une figurine de Déméter-Isis, musée du Louvre.

Le moule, en argile ou en plâtre, est obtenu par application d'une couche d'argile sur le prototype. Les moules simples, utilisés par les Grecs du continent jusqu'au IVe siècle, sont simplement séchés. Les moules bivalves, empruntés par les Grecs insulaires aux Égyptiens[réf. nécessaire], nécessitent un découpage pour obtenir un avers et un revers, auxquels sont parfois adjoints des « clefs », sorte de protubérance permettant un meilleur emboîtement entre les deux parties. Lorsque les pièces se compliquent, avec des saillies importantes (bras, jambes, tête, vêtements), l'artisan peut découper le moule en pièces plus petites, appelées « abattis ». Le tout est ensuite séché.
La deuxième phase consiste à appliquer une couche de terre crue à l'intérieur du moule, qui peut avoir été préalablement incisé afin d'obtenir des effets de relief. La couche est plus ou moins fine suivant le type d'objet à réaliser. Les deux faces du moule sont ensuite réunies, l'objet est  démoulé et l'artisan peut procéder à la retouche, typiquement celle de la jonction. Il pratique également une petite ouverture, trou d'évent pour permettre à la vapeur d'eau de s'échapper à la cuisson. Il peut également servir de fenêtre d'assemblage, permettant l'intervention à l'intérieur de la pièce. Les éventuels abattis sont joints au corps soit par collage à la barbotine (argile délayée dans de l'eau), soit par assemblage à tenon et mortaise.

### Cuisson et finition
La pièce est ensuite cuite au four, à une chaleur de 600 à 800 °C. Les fours utilisés sont les mêmes que ceux des potiers. Une fois cuite, la figurine peut recevoir un engobe, parfois lui-même cuit à basse température. À l'origine, la palette des couleurs disponibles est assez réduite : rouge, jaune, noir et bleu. À partir de l'époque hellénistique, l'orange, le mauve, le rose et le vert s'y ajoutent. Les pigments sont des colorants minéraux naturels : terre d'ocre pour le jaune et le rouge, charbon pour le noir, malachite pour le vert, etc. Les pièces de luxe peuvent en outre être décorées à la feuille d'or.

## Fonctions religieuses

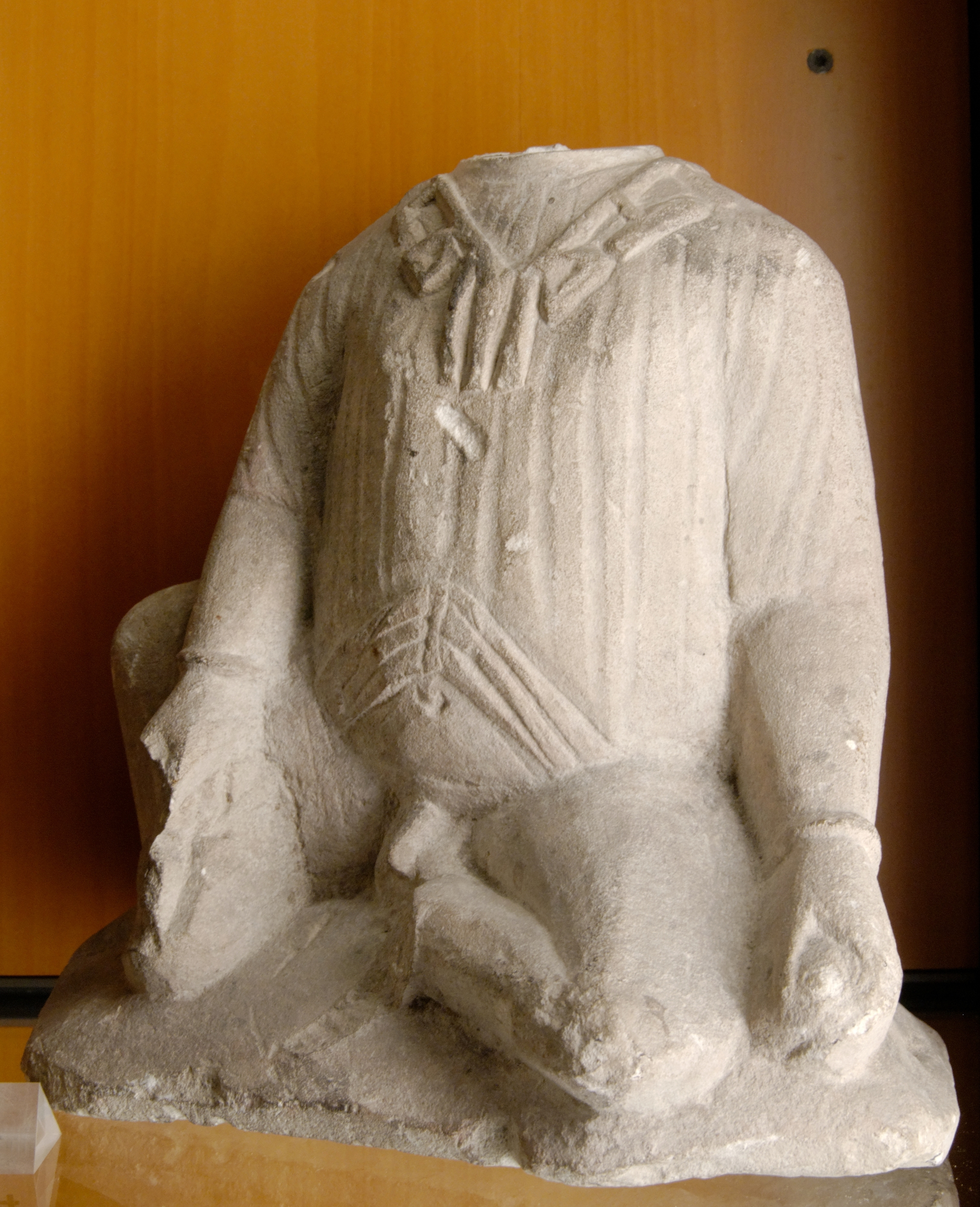
« Temple boy », Chypre classique ou du début de l'époque hellénistique, musée des beaux-arts de Lyon.

En raison de leur faible coût, les figurines constituent de parfaites offrandes religieuses. C'est en effet là leur fonction première, l'aspect décoratif n'intervenant que plus tard. Ceci explique que les temples grecs aient livré d'abondantes quantités de figurines votives ou funéraires, et qu'il n'existe presque aucun document écrit à leur sujet.
Ces figurines peuvent poser des problèmes d'identification. Certes, les attributs permettent de reconnaître tel ou tel dieu de manière certaine : ainsi d'Artémis et de son arc. En outre, certains types de statuettes correspondent à un culte précis lié à une divinité précise. Cependant, les « dieux visiteurs » viennent parfois semer le trouble : ce sont des figurines dédiées à un dieu qui n'est pas celui du sanctuaire. Par ailleurs, la grande majorité des figurines représentent simplement une femme debout, sans attribut. Ces figurines peuvent être offertes dans tous les sanctuaires, indépendamment de la divinité. Enfin, il est souvent difficule de savoir si une figurine représente la divinité ou au contraire le dédicant.

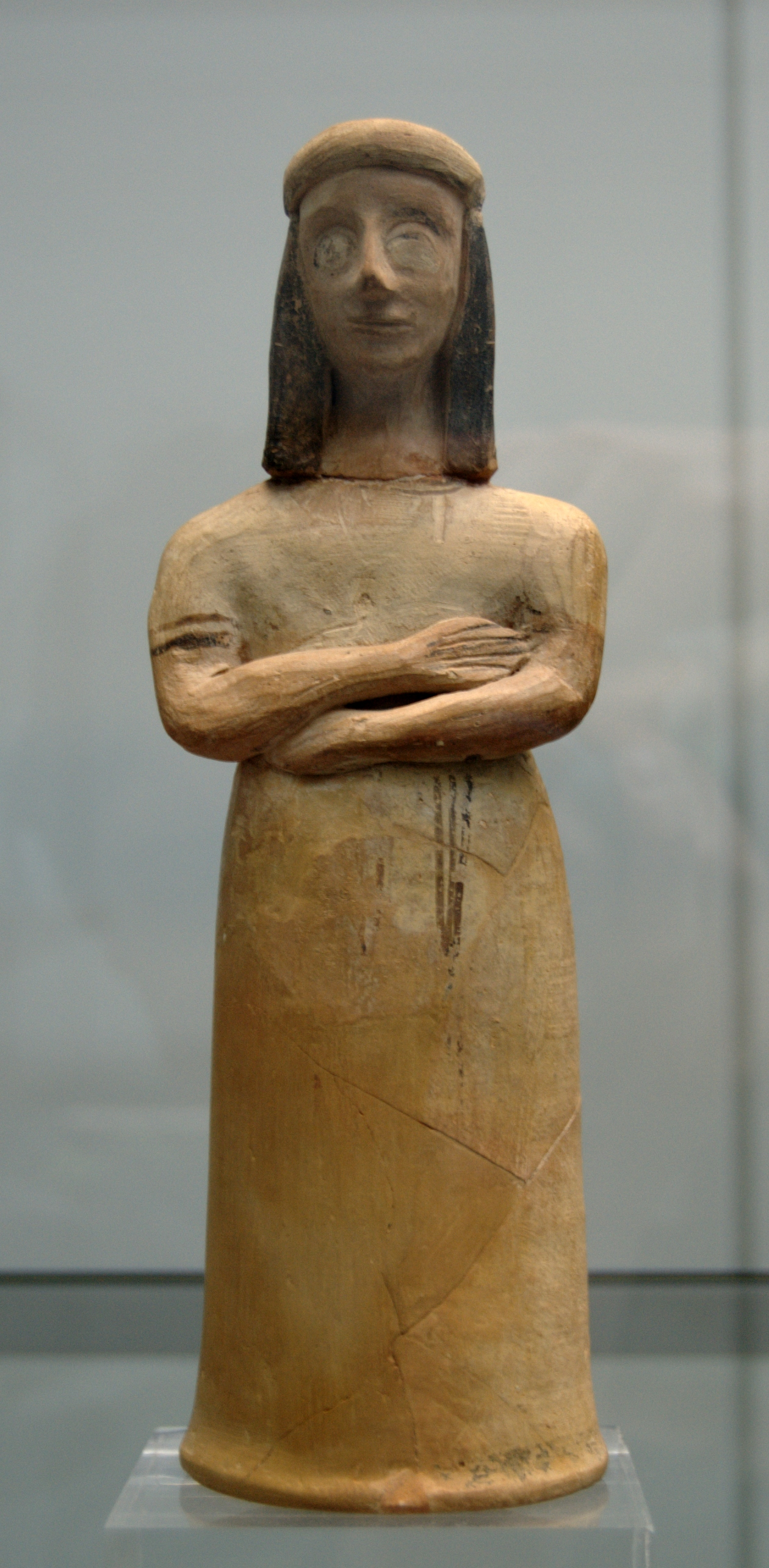
Femme couronnée aux bras croisés en signe de respect devant la divinité, figurine votive crétoise, 630-610 av. J.-C., Staatliche Antikensammlungen.

Les dons de figurines accompagnent tous les moments de la vie. Pendant la grossesse, la mère aura eu soin d'offrir une figurine à Ilithyie, déesse de l'accouchement : la statuette représente une femme accroupie, en plein travail, suivant l'habitude orientale. Certaines statuettes comprennent une petite cavité destinée à recevoir de plus petites figurines, représentant des bébés. Lors de la petite enfance, on donne des figurines d'enfants accroupis — représentation d'origine orientale, qui arrive en Grèce par l'intermédiaire de Rhodes et Chypre. Dans des temples, les temple boys semblent devoir protéger l'enfant. On en trouve également, de taille variable (peut-être pour figurer les différents âges ?), dans les tombes. En effet, la coutume est d'enterrer les morts accompagnés d'objets du quotidien : bijoux, peignes, figurines pour les femmes ; arme et strigiles pour les hommes ; figurines et jouets pour les enfants. Il arrive souvent que les figurines en terre soient volontairement brisées avant d'être placées dans la tombe.
Les figurines en terre cuite sont souvent achetées à l'entrée du sanctuaire. Elles sont les offrandes des gens du peuple, qui ne peuvent se permettre de dédier des objets plus précieux. Elles servent aussi à remplacer des offrandes en nature, comme des animaux ou des aliments. On les place sur les banquettes des temples ou encore près de la statue de culte. On peut aussi les déposer dans des lieux de culte naturels. Ainsi, c'est aux figurines posées sur le sol que Socrate reconnaît une source sacrée . On dédie une figurine pour demander comme pour remercier. Lorsque les figurines sont trop nombreuses dans un temple, elles sont jetées dans une sorte de « dépotoir sacré ». Fréquemment, elles sont brisées, pour éviter toute récupération.

## Fonctions ludiques et décoratives

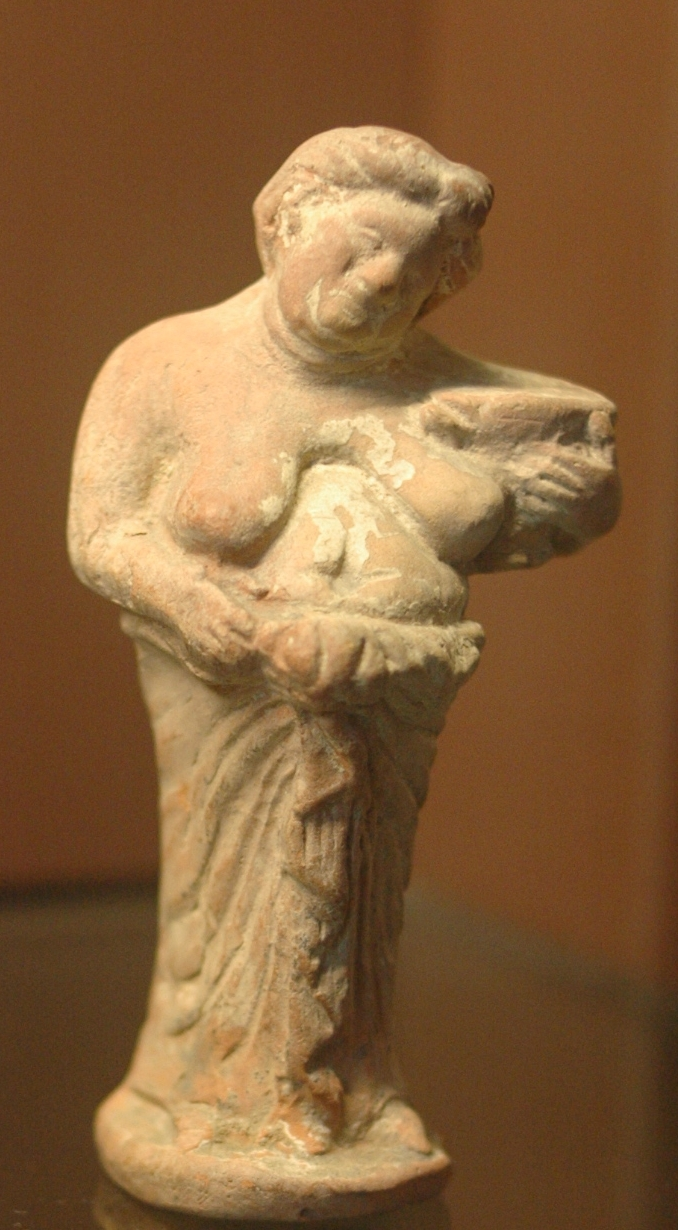
Grotesque : femme obèse tenant un vase, Kertch, v. 350-300 av. J.-C., musée du Louvre

À partir du IVe siècle, les figurines acquièrent une fonction décorative. Ainsi des figurines représentant des types théâtraux, tels que Julius Pollux les recensera dans son Onomasticon au IIe siècle ap. J.-C. : l'esclave, le paysan, la nourrice, la femme obèse, le satyre du drame satyrique, etc. Les traits sont volontiers caricaturés et les traits accusés. À l'époque hellénistique, les figurines deviennent des grotesques : êtres difformes, pourvus de têtes démesurées, de ventres proéminents, de gros seins tombants, bossus ou encore chauves. C'est une spécialité de la cité de Smyrne, mais les grotesques sont produits dans tout le monde grec, par exemple à Tarse et Alexandrie.
Enfin, la terre cuite est souvent utilisée pour fabriquer des poupées et autres jouets d'enfants. Ainsi de figurines dont les bras et les jambes sont articulées ou encore de petits chevaux, faciles à appréhender pour de petites mains. Parfois, le statut d'une figurine est difficile à déterminer, ainsi des curieuses idoles-cloches de Béotie, qui apparaissent à la fin du VIIIe siècle. Elles sont dotées d'un long cou et d'un corps disproportionné, de forme cylindrique et monté au tour. Les bras sont atrophiés et les jambes sont mobiles. Enfin, la tête est percée d'un trou pour permettre de les accrocher. On ignore s'il s'agit de jouets ou d'offrandes votives.
L'usage de déposer dans des tombes de petits figurines en terre cuite représentant des pièces du mobilier nous permet aujourd'hui d'avoir une bonne idée des meubles grecs. Les Grecs mangent assis, l'usage de banquettes étant réservé aux banquets ou aux aristocrates. Les tables, hautes pour les repas ordinaires et basses pour les banquets, sont d'abord de forme rectangulaire. Au IVe siècle av. J.-C., la table habituelle prend une forme ronde, souvent à pieds zoomorphes (par exemple en forme de pattes de lion).